# Hibbertia perfoliata
Hibbertia perfoliata är en tvåhjärtbladig växtart som beskrevs av Hueg. och Stephan Ladislaus Endlicher. Hibbertia perfoliata ingår i släktet Hibbertia och familjen Dilleniaceae. Inga underarter finns listade i Catalogue of Life.